# Capilla Bethel (Trevelin)
La capilla Bethel es una capilla galesa ubicada en Trevelin, provincia del Chubut. La primera construcción se realizó en 1897 cerca del río Percey y estaba hecha de madera y paja. El edificio actual, construido en ladrillos y ubicado en frente se terminó en 1910.
Fue la primera capilla construida por la población galesa que arribó al valle 16 de Octubre en 1865. También es la única, junto con la Salem de Esquel, en estar fuera del valle inferior del río Chubut.
Posee una única nave central con un estrado y un púlpito destinado para el pastor, detrás de la cual está el vestry (dependencia para el culto). Las visitas pueden ser guiadas dependiendo si se encuentra disponible el guía a cargo.